# Movimiento de Acción Nacional (Chile)
El Movimiento de Acción Nacional (MAN) fue una agrupación política chilena de ideología nacionalista que apoyaba a la dictadura militar encabezada por Augusto Pinochet.

## Historia
Fue fundado el 15 de octubre de 1983, en un acto realizado en el Club Español de Santiago, y entre sus principales dirigentes se encontraban Federico Willoughby-MacDonald, quien había sido secretario de prensa durante los primeros años de la dictadura militar; el abogado Pablo Rodríguez Grez, quien en tiempos de la Unidad Popular había dirigido el Frente Nacionalista Patria y Libertad; y Gastón Acuña, que había sido Director de Informaciones de la Junta de Gobierno hasta 1975 y que en aquel entonces era director del diario oficialista La Nación. También formaron parte de su creación distintos miembros de la Corporación de Estudios Nacionales, un think tank afín a la dictadura militar.
En 1984 formó parte del Grupo de los Ocho, que posteriormente se convertiría en el Acuerdo Democrático Nacional. Posteriormente comenzaría una crisis en el MAN debido a la salida de Willoughby-MacDonald de dicha agrupación al haber aprobado la firma del Acuerdo Nacional para la Transición a la Plena Democracia. Willoughby-MacDonald renunció oficialmente a la presidencia del MAN el 17 de marzo de 1986, siendo reemplazado por Gastón Acuña.
Hacia 1987 varios dirigentes del MAN se habían integrado en Avanzada Nacional —Benjamín Matte Guzmán había asumido la presidencia de dicho partido en 1987—, con lo que la actividad del movimiento fue disminuyendo hasta su disolución oficial el 5 de febrero de dicho año.